# Conioscinella rufithorax
Conioscinella rufithorax är en tvåvingeart som beskrevs av Oswald Duda 1930. Conioscinella rufithorax ingår i släktet Conioscinella och familjen fritflugor. Inga underarter finns listade i Catalogue of Life.